# Węgierska Partia Pracujących
Węgierska Partia Pracujących (węgierski, Magyar Munkáspárt) – węgierska komunistyczna partia polityczna wywodząca się w prostej linii z Węgierskiej Socjalistycznej Partii Robotniczej. Funkcjonowała jako Węgierska Komunistyczna Partia Pracujących do maja 2013 roku, kiedy zmieniła nazwę w związku z nową ustawą dekomunizacyjną. Pod koniec 2005 w partii nastąpiła secesja, w wyniku której powstała Węgierska Partia Robotnicza 2006 pod przywództwem Jánosa Fratanolo. W wyborach w 2006 roku partia uzyskała 0,41 procent poparcia.
Partia była członkiem Europejskiej Partii Lewicy.